# Botad (Distrikt)
Der Distrikt Botad ist ein Distrikt im Staat Gujarat in Indien. Die gleichnamige Stadt Botad ist die Hauptstadt des Distrikts. Die letzte Volkszählung im Jahr 2011 ergab eine Gesamtbevölkerungszahl von 656.005 Menschen.

## Geschichte
Der Distrikt entstand 2013 aus den Sub-Distrikten Barwala und Ranpur des Distrikts Ahmedabad und den Sub-Distrikten Botad und Gadhada des Distrikts Bhavnagar.

## Bevölkerung
Die Zahl der Adivasi (scheduled castes) ist mit 43.270 Personen oder 6,6 Prozent relativ klein. Gleiches gilt für die Ureinwohner/„Stammesangehörigen“ (scheduled tribes), zu denen nur 1298 Menschen (0,2 Prozent) gehörten.

### Bevölkerungsentwicklung
Wie überall in Indien wächst die Einwohnerzahl im Distrikt Botad seit Jahrzehnten stark an. Die Zunahme betrug in den Jahren 2001–2011 rund 20 Prozent (19,8 %). In diesen zehn Jahren nahm die Bevölkerung um fast 110.000 Menschen zu. Die genauen Zahlen verdeutlicht folgende Tabelle:

### Bedeutende Orte

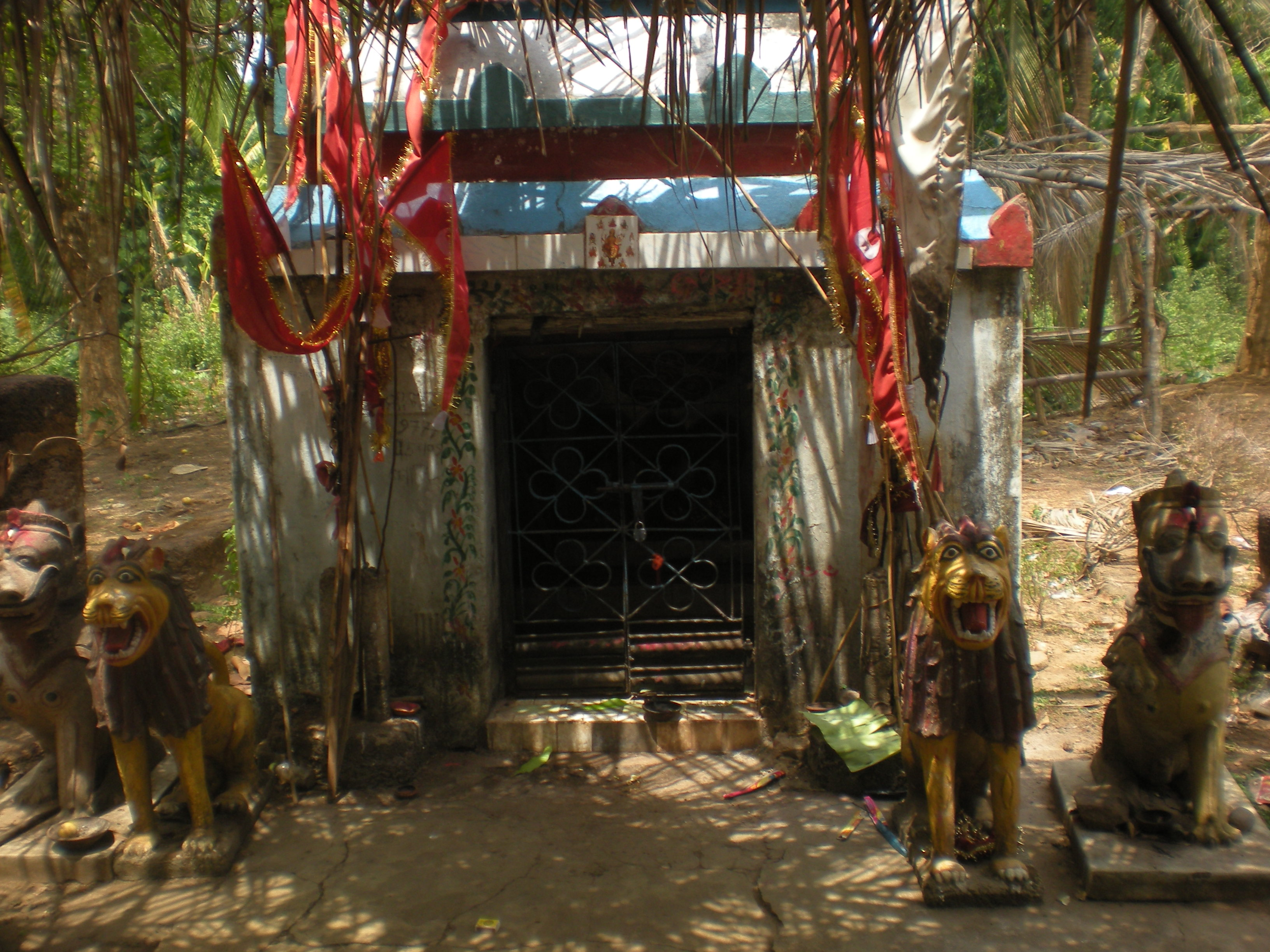
Maa Khilamund Tempel bei Ranpur

Einwohnerstärkste Ortschaft des Distrikts ist der Distriktshauptort Botad mit über 100.000 Bewohnern. Weitere bedeutende Städte sind Gadhada, Barwala und Ranpur. Die städtische Bevölkerung macht mit 209.542 Personen einen Anteil von 31,94 Prozent der gesamten Einwohnerschaft aus.

### Bevölkerung des Distrikts nach Geschlecht
Der Distrikt hatte 2011 – für Indien üblich – mehr männliche als weibliche Einwohner. Von den 656.005 Einwohnern waren 337.234 (51,4 Prozent) männlichen und 318.771 weiblichen Geschlechts.

### Bevölkerung des Distrikts nach Bekenntnissen

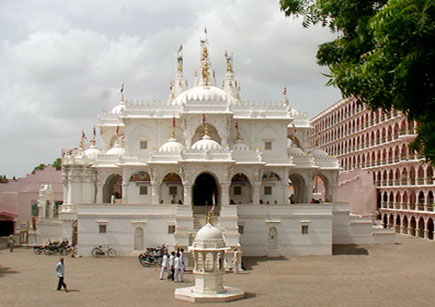
Swaminarayan-Tempel in Gadhada

Eine klar überwiegende Mehrheit der Bevölkerung sind Hindus. Die Muslime und Jainas sind bedeutende Minderheiten. Die genaue religiöse Zusammensetzung der Bevölkerung zeigt folgende Tabelle:
| Jahr                                | Buddhisten | Buddhisten | Christen | Christen | Hindus  | Hindus  | Jainas | Jainas | Muslime | Muslime | Sikhs | Sikhs  | Andere | Andere | keine Angaben | keine Angaben | Total     | Total    |
| Jahr                                | Zahl       | %          | Zahl     | %        | Zahl    | %       | Zahl   | %      | Zahl    | %       | Zahl  | %      | Zahl   | %      | Zahl          | %             | Einwohner | %        |
| ----------------------------------- | ---------- | ---------- | -------- | -------- | ------- | ------- | ------ | ------ | ------- | ------- | ----- | ------ | ------ | ------ | ------------- | ------------- | --------- | -------- |
| 2011                                | 66         | 0,01 %     | 461      | 0,07 %   | 612.159 | 93,32 % | 5.835  | 0,89 % | 37.066  | 5,65 %  | 152   | 0,02 % | 15     | 0,00 % | 251           | 0,04 %        | 656.005   | 100,00 % |
| Quelle: Volkszählung in Indien 2011 |            |            |          |          |         |         |        |        |         |         |       |        |        |        |               |               |           |          |

### Bevölkerung des Distrikts nach Sprachen
Fast die gesamte Bevölkerung spricht Gujarati. Von den 656.005 Einwohnern bei der Volkszählung 2011 gaben 653.748 Personen (99,66 Prozent) Gujarati als Sprache an. Eine kleine Minderheit von 1420 Personen (0,22 Prozent) spricht Hindi. Die Sprecher von Hindi sind Zuwanderer aus anderen Teilen Indiens. 

## Alphabetisierung
Die Einschulungsrate ist im Distrikt dank Bemühungen der Verwaltung von Jahrzehnt zu Jahrzehnt angestiegen. Deshalb hat die Zahl der lesefähigen Bewohner in den vergangenen Jahrzehnten stark zugenommen. Dennoch gibt es gewaltige Unterschiede. Während unter den Männern in den städtischen Gebieten der Analphabet eine Ausnahmeerscheinung ist, können viele Frauen auf dem Land weder lesen noch schreiben.
| Alphabetisierung im Distrikt Botad     |                   |                   |
| Einheit                                | Volkszählung 2011 | Volkszählung 2011 |
| Einheit                                | Anzahl            | Anteil            |
| GESAMT                                 | 412.386           | 73,16 %           |
| Männer                                 | 238.184           | 82,54 %           |
| Frauen                                 | 174.202           | 63,32 %           |
| Quelle: Ergebnis der Volkszählung 2011 |                   |                   |

## Distriktverwaltung

### Lokale Verwaltung
Der Distrikt ist in 4 Talukas aufgeteilt.
| Taluka  | Einwohner (2001) | Einwohner (2011) | Einwohner (%) (2011) | Fläche (km²) | Fläche (%) | Bevölkerungs- dichte (2011) | Hauptort |
| ------- | ---------------- | ---------------- | -------------------- | ------------ | ---------- | --------------------------- | -------- |
| Barwala | 67.301           | 75.986           | 11,58                | 486,40       | 18,97      | 156                         | Barwala  |
| Botad   | 228.491          | 286.618          | 43,69                | 749,44       | 29,22      | 382                         | Botad    |
| Gadhada | 175.647          | 200.475          | 30,56                | 897,89       | 35,01      | 223                         | Gadhada  |
| Ranpur  | 76.128           | 92.926           | 14,17                | 430,67       | 16,79      | 216                         | Ranpur   |